# Ferdinand-Albert II de Brunswick-Wolfenbüttel
Ferdinand-Albert II (29 mai 1680 – 2 septembre 1735) est duc de Brunswick-Lunebourg de 1687 à sa mort. Il est prince de Brunswick-Wolfenbüttel-Bevern et brièvement prince de Wolfenbüttel.

## Biographie
Fils de Ferdinand-Albert Ier de Brunswick-Wolfenbüttel-Bevern, duc de Brunswick-Bevern et de Christine de Hesse-Eschwege, Ferdinand-Albert II prend part à la guerre de Succession d'Espagne aux côtés de l'empereur Léopold Ier.
En 1704, il devient adjudant-major de l'empereur, en 1707 général, en 1711 maréchal de camp.
Lors de la troisième guerre austro-ottomane de 1716-1718, il combat sous les ordres du prince Eugène de Savoie-Carignan, participe aux batailles de Belgrade et de Petrovaradin et devient commandant de la forteresse de Komano.
En 1723, Ferdinand-Albert est promu maréchal de camp, puis en 1733 maréchal général de camp.
Le 12 juin 1733, sa parenté avec l'empereur Charles VI lui permet de marier sa fille Élisabeth-Christine avec le futur roi en puis de Prusse Frédéric II (voir ci-dessous).
Le 1er mars 1735, il succède à son cousin et beau-père, le duc Louis-Rodolphe de Brunswick-Wolfenbüttel, hérite de ses biens et de ses titres. Il démissionne de l'armée, mais meurt six mois plus tard.

## Mariage et descendance
En 1712, il épouse Antoinette de Brunswick-Wolfenbüttel, troisième et dernière fille de son cousin Louis-Rodolphe de Brunswick-Wolfenbüttel, mais surtout la sœur de l'impératrice consort Élisabeth-Christine en tant qu'épouse de Charles VI. Il est donc un oncle par alliance de l'impératrice Marie-Thérèse. 
Quatorze enfants sont nés de cette union :
- Charles Ier de Brunswick-Wolfenbüttel (1713-1780), duc de Brunswick-Wolfenbüttel, épouse en 1733 Philippine-Charlotte de Prusse (1716-1801) ;
- Antoine-Ulrich (1714-1774), général dans l'armée impériale russe ;
- Élisabeth-Christine (1715-1797), épouse en 1733 le futur roi Frédéric II de Prusse ;
- Louis-Ernest (1718-1788), duc de Courlande et capitaine général des Pays-Bas ;
- Auguste (1719-1720) ;
- Ferdinand (1721-1792), général dans l'armée prussienne ;
- Louise-Amélie (1722-1780), épouse en 1742 le prince Auguste-Guillaume de Prusse ;
- Sophie-Antoinette (1724-1802), épouse en 1749 le futur duc Ernest-Frédéric de Saxe-Cobourg-Saalfeld ;
- Albert (1725-1745), général dans l'armée prussienne, tué à la bataille de Soor ;
- Charlotte (1726-1766) ;
- Thérèse (1728-1778), abbesse de Gandersheim ;
- Juliane-Marie (1729-1796), épouse en 1752 le roi Frédéric V de Danemark ;
- Frédéric-Guillaume (1731-1732) ;
- Frédéric-François (1732-1758), général dans l'armée prussienne, tué à la bataille de Hochkirch.